# Catawba (Wisconsin)
Catawba – miasto w Stanach Zjednoczonych, w stanie Wisconsin, w hrabstwie Price.